# Michael Leendertse
Michael Leendertse (Dordrecht, 26 oktober 1982), is een Nederlandse scenarioschrijver en regisseur van televisie- en filmdrama. Hij is bekend als creator en schrijver van de Gouden Kalf winnaar Rampvlucht (beste dramaserie 2022, KRO-NCRV) en dramaseries zoals Van God los (BNN 2011, Smeris (BNNVARA, 2014-2019), Ares (Netflix 2020), Vliegende Hollanders (AVROTROS 2020) en het mede door hem bedachte Feuten (BNN, 2010-2013). Ook schreef hij mee aan bioscoopfilms zoals Bellicher Cel (Pupkin 2012) en Bankier van het verzet (NL Film 2018). Leendertse is mede oprichter van het schrijverscollectief, de 'Writers' Room for film and television' Winchester McFly. Leendertse studeerde audiovisueel vormgeven aan het Grafisch Lyceum Rotterdam. In 2008 studeerde hij af als scenarist aan de Nederlandse Film- en televisieacademie.

## C.V.

### scenario dramaseries
- 2024, De Restaurantmoord - KRO-NCRV, documentaire met ‘fictie’ ondersteuning, 4 x 35’, i.s.m. Joost Reijmers
- 2023, All Stars & Zonen - BNNVARA, 10 x 30’, i.s.m. Sarah Offringa, Thomas van der Ree, Jean van de Velde
- 2022, Rampvlucht - KRO-NCRV, 5 x 50’, Creator: Michael Leendertse, scenario i.s.m.Thomas van der Ree
- 1922, Ze Weten Alles Van Je - Videoland, Limited series, 4 x 35’, scenario bijdrage
- 2020 / 2021, Eurovision Song Contest ’21: “Music Binds Us” halfway-show movie
- 2020 / 2021, All Stars & Zonen - BNNVARA, 8 x 45', comedy series,
- 2019, Ares (Eerste Nederlandse Netflix Original), 8 x 50', head of development + head writer
- 2019, Vliegende Hollanders (Turbulent Skies) - AVROTROS 8 x 50', scenario bijdrage via Winchester McFly
- 2019, 'Smeris (‘FORCE’) V - BNNVARA, 3 x 50', politie serie, vijfde seizoen, scenario i.s.m. anderen
- 2018, Lois, AVROTROS, 3 x 90' thrillerserie, scenario bijdrage
- 2018, Smeris (‘FORCE’) IV – BNNVARA, 10 x 50', politie serie, vierde seizoen - head writer
- 2016, Smeris (‘FORCE’) III - BNNVARA, 10 x 50' politie serie, derde seizoen - head writer
- 2015, 4Jim - KRO-NCRV, 24 x 25', jeugd serie,
- 2015, Bureau Raampoort – SBS6, 8 x 42', politie serie (scenario voor twee afleveringen)
- 2015, Smeris (‘FORCE’) II – BNNVARA, 10 x 50', politie serie, tweede seizoen - head writer
- 2014, Moordvrouw – RTL4, politieserie, scenario voor 1 aflevering
- 2014, Bluf – RTL5, 10x45' comedy serie, scenario voor twee afleveringen
- 2014, Smeris (‘FORCE’) I – BNNVARA, 10 x 50' politie serie, eerste seizoen
- 2013, Feuten (Freshers) III – BNN, 10 x 25', dramaserie, derde seizoen
- 2013, Bellicher: CEL – VPRO, 6 x 50', dramaserie, bijdrage scenario
- 2012, Feuten (Freshers) II - BNN, 10 x 25', dramaserie,tweede seizoen
- 2011, The Spiral, Caviar / VARA, CANVAS, VRT, SVT, NRK, YLE, TV4, ARTE, 5 x 50', internationale misdaadserie, scenario bijdrage
- 2011, Van God los, (Godforsaken) – BNN, 31 x 50', true crime serie, scenario afleveringen "Spookbeeld", "Doodslag" en "Kortsluiting"
- 2010, Feuten (Freshers) I – BNN, 10 x 25' dramaserie, eerste seizoen

### Scenario film
- 2018, Bankier van het verzet (The Resistance Banker) - producent NL Film München, bijdrage scenario
- 2012,  Bellicher: CEL - producent Pupkin Film, bijdrage scenario
- 2010, Rosalinda (korte film) - NTR

### Overig
- 2024, De Restaurantmoord - KRO-NCRV, 4 x 35’,documentaire met ‘fictie’ ondersteuning, i.s.m. Joost Reijmers: regie fictie onderdelen
- 2021, De Detta Dossiers 1: NACHTMERRIE (‘Detta Files 1: NIGHTMARE’), roman - Uitgeverij Luijtingh Sijthoff, auteur